# Mástil de bandera de El Cairo
El mástil de bandera de El Cairo es el mástil de bandera más alto del mundo, con 201,952 metros de altura. Se encuentra en la Nueva Capital Administrativa de Egipto, y fue erigido el 26 de diciembre de 2021. El mástil fue construido por la empresa Gharably Integrated Engineering Company en Egipto, su peso es de 1.040 toneladas y su bandera mide 60 x 40 m (197 x 131 pies).